# Sphex oxianus
Sphex oxianus là một loài côn trùng cánh màng trong họ Sphecidae, thuộc chi Sphex. Loài này được Gussakovskij miêu tả khoa học đầu tiên năm 1928.